# Léo Bergère
Léo Bergère (Le Pont-de-Beauvoisin, 28 de junho de 1996) é um triatleta francês.

## Carreira
Ele terminou em terceiro no World Triathlon Series de 2020 e se classificou para competir nos Jogos Olímpicos de Verão de 2020, realizados em Tóquio, Japão. Ele competiu no triatlo masculino. Ele foi coroado campeão mundial em novembro de 2022 em Abu Dhabi, Ilha Yas durante as finais do Campeonato Mundial de Triatlo de 2022.
Nos Jogos Olímpicos de Verão de 2024, em Paris, conquistou a medalha de bronze no evento masculino de triatlo, com o tempo de 1:43:43.